# 长芒草沙蚕
长芒草沙蚕（学名：Tripogon longearistatus），为禾本科草沙蚕属下的一个植物种。其种加词“longearistatus”意为“长芒的”。